# Abdero

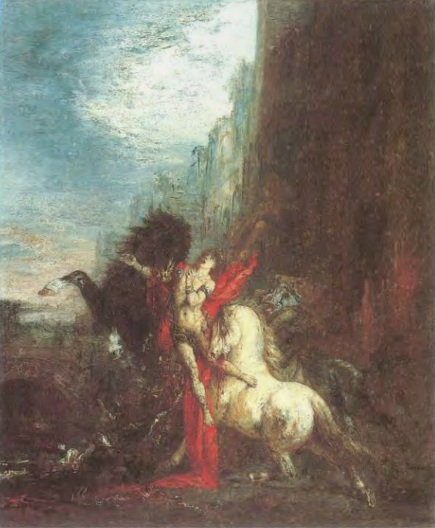
Abdero divorato dalle cavalle di Diomede, dipinto da Gustave Moreau (1870; New York, French & Company).

Nella mitologia greca, Abdero (in greco Ἄβδηρος, "figlio della battaglia") è un eroe e semidio, figlio di Ermes e della ninfa Thronia, eponimo della città di Abdera, in Tracia.

## Le cavalle di Diomede
Per portare a termine la sua ottava fatica, Eracle decise di portare con sé il suo eromenos Abdero e altri giovani che lo aiutassero nell'impresa. Lo scopo era catturare le quattro cavalle di Diomede. Queste cavalle avevano la particolarità di essere antropofaghe (cioè di cibarsi di carne umana) e appartenevano a Diomede re dei Bistoni, una popolazione barbara che viveva in Tracia.
Giunto nei pressi della mangiatoie, Eracle sopraffece e uccise i guardiani. Fatto ciò portò le cavalle fino al mare, ma venne inseguito da Diomede e i suoi sudditi. Ignaro delle pericolosità della cavalle, le lasciò, quindi, alle cure di Abdero. Mentre Eracle era impegnato a sconfiggere Diomede, Abdero venne divorato dalle bestie. Per vendetta Eracle, catturato Diomede, lo fece divorare vivo dalle sue stesse bestie che divennero così mansuete.
In memoria del suo eromenos, Eracle fondò vicino alla sua tomba la città di Abdera e organizzò degli agoni (ἀγῶνες), giochi atletici che comprendevano il pugilato, il pancrazio e la lotta. Bernard Sergent conclude, quindi, che Abdero fosse ad Abdera insieme con Eracle, suo erastès, fondatore secondo la mitologia della pederastia greca.

## Altre versioni
Alcune tradizioni ritengono Abdero nativo di Opus, nella Locride, e assunto al servizio di Diomede. In altri racconti lo si considera figlio di Ermes oppure di Menezio (amico di Eracle) e quindi fratello di Patroclo.